# 89 wierszy
89 wierszy – zbiór wierszy Zbigniewa Herberta wydany w 1998 w Krakowie przez Wydawnictwo a5, kilka miesięcy przed śmiercią poety; rękopis zbioru przechowuje Biblioteka Narodowa (sygn. Rps akc. 17850). 
Tom zawiera wybór wierszy wcześniej już publikowanych, zebranych w układzie tematycznym (a nie chronologicznym); wyboru dokonał sam autor i można go odczytywać jako testament poetycki Herberta. Wiersze przedstawione są w pięciu grupach tematycznych. Wiersze wybrano m.in. z tomów: Struna światła (1956), Hermes, pies i gwiazda (1957), Studium przedmiotu (1961), Napis (1969), Pan Cogito (1974).
W 2001 tom 89 wierszy został wznowiony w serii „Kanon na koniec wieku”, kolekcji najwybitniejszych utworów literackich XX w., wybranych w plebiscycie czytelników dziennika „Rzeczpospolita” i wydanych przez Porozumienie Wydawców, składające się z ośmiu oficyn wydawniczych. 
Autorski wybór Herberta został przetłumaczony na język niemiecki (Herrn Cogitos Vermächtnis. 89 Gedichte), a także na język rumuński (89 de poezii). Pierwszy chorwacki wybór herbertowskiej poezji (Svjedok zlovremena) ukazał się w 2003 i był rozszerzoną wersją tomu 89 wierszy.